# Allan Abbott
Allan Abbott ist ein amerikanischer Mediziner und Professor an der University of Southern California.

## Leben
Bekannt wurde er Anfang der 1970er Jahre durch seine erfolgreichen Versuche, den Geschwindigkeitsweltrekord für Fahrräder zu brechen. Im Jahre 1973 erreichte er hinter einem Fahrzeug mit Windschutzaufbau auf den Bonneville Flats in der Großen Salzwüste in Utah, nahe Salt Lake City 138,674 mph (mehr als 223 km/h). Der dadurch aufgestellte Weltrekord hielt bis 1985, als John Howard an derselben Stelle 152,2 mph erreichte.
Abbott benutzte für diesen Rekord ein Fahrrad mit verstärktem Rahmen und Motorrad-Reifen; das vordere Kettenblatt hatte einen Durchmesser von 41 cm. Das Rad wurde bis zu einer Geschwindigkeit von 150 mph von dem vorausfahrenden Wagen, in dessen Windschatten Abbott fuhr, gezogen, weil die große Übersetzung des Getriebes das Fahren in geringen Geschwindigkeiten nahezu unmöglich machte.
Die Erfahrungen, die Abbott bei diesem Rekord machte, reichte er dem späteren Rekordteam von 1995 um Gordon McCall und dem Fahrer Fred Rompelberg weiter. Bei diesem Rekord wurde eine Geschwindigkeit von 166,9 mph (268,8 km/h) erreicht.
Später konstruierte Abbott gemeinsam mit Alec Brooks den sogenannten flying fish – ein Fahrrad mit Schwimmkörpern in Form eines Katamarans, welches mit Muskelkraft mit über 30 km/h durch das Wasser pflügt und dabei seine Minitragflächen wie ein Flugzeug einsetzt, und dabei deren dynamischen Auftrieb nutzt.